# Stadtsparkasse Eschweiler

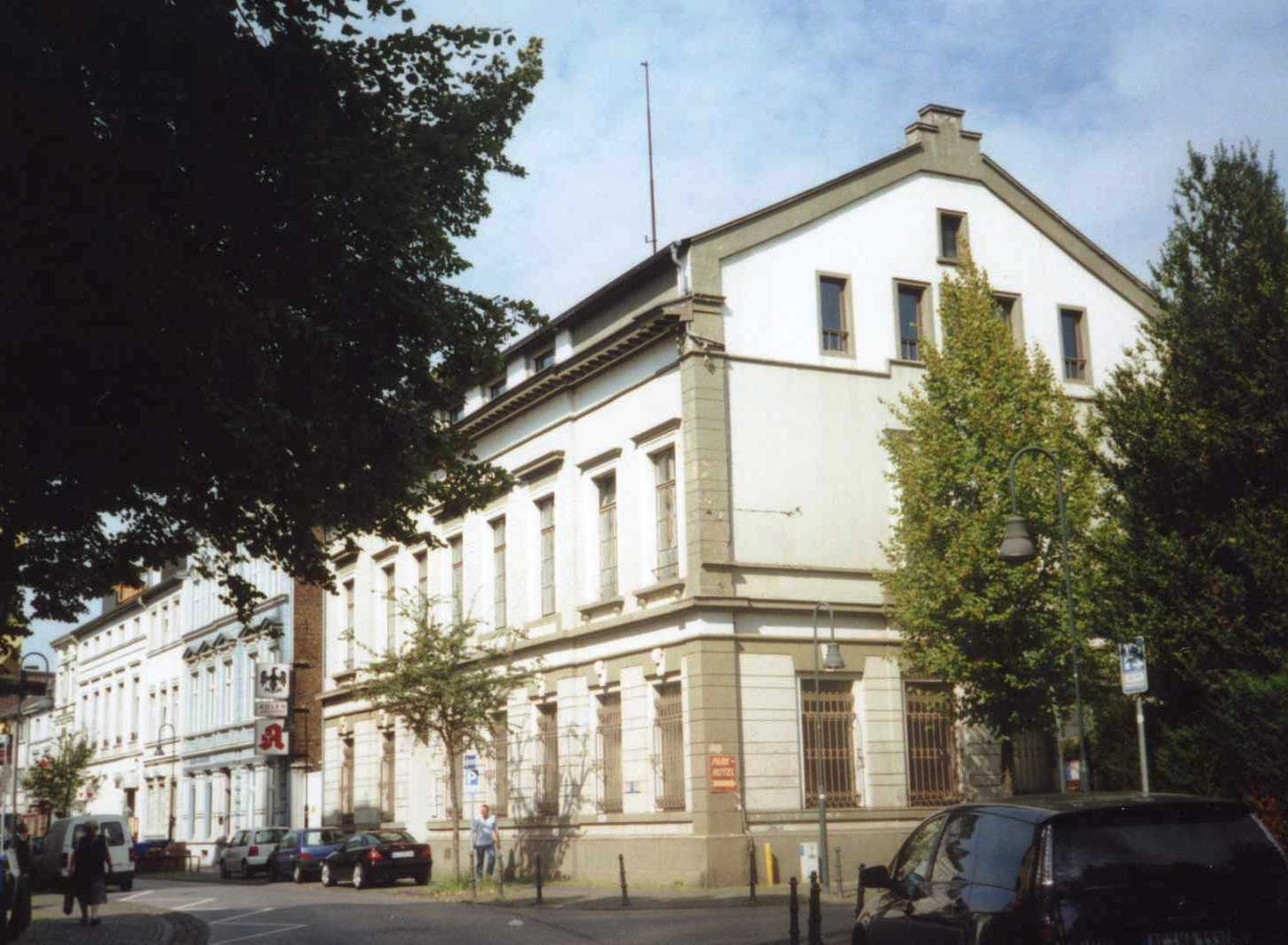
Kirschenhof in der Dürener Straße

Die Stadtsparkasse Eschweiler war eine Sparkasse der Stadt Eschweiler (Nordrhein-Westfalen) von 1905 bis 1942. Am 20. Juni 1905 beschließt der Eschweiler Stadtrat die Gründung einer städtischen Sparkasse mit Sitz im Kirschenhof in der Eschweiler Altstadt, und am 1. Oktober 1942 fusioniert diese Stadtsparkasse Eschweiler mit der Kreissparkasse Aachen. Mit der Fusion der Kreis- und der Stadtsparkasse am 1. Januar 1993 wird somit die ehemalige Eschweiler Stadtsparkasse implizit Teil der neuen Sparkasse Aachen; eine Konsequenz hieraus ist, dass laut § 3 der Anlage 1 des Aachen-Gesetzes der 1/8-Anteil der Dividende der Stadt Eschweiler weiterhin auf den Anteil des Kreises Aachen angerechnet wird.